# Ogňan Nikolov

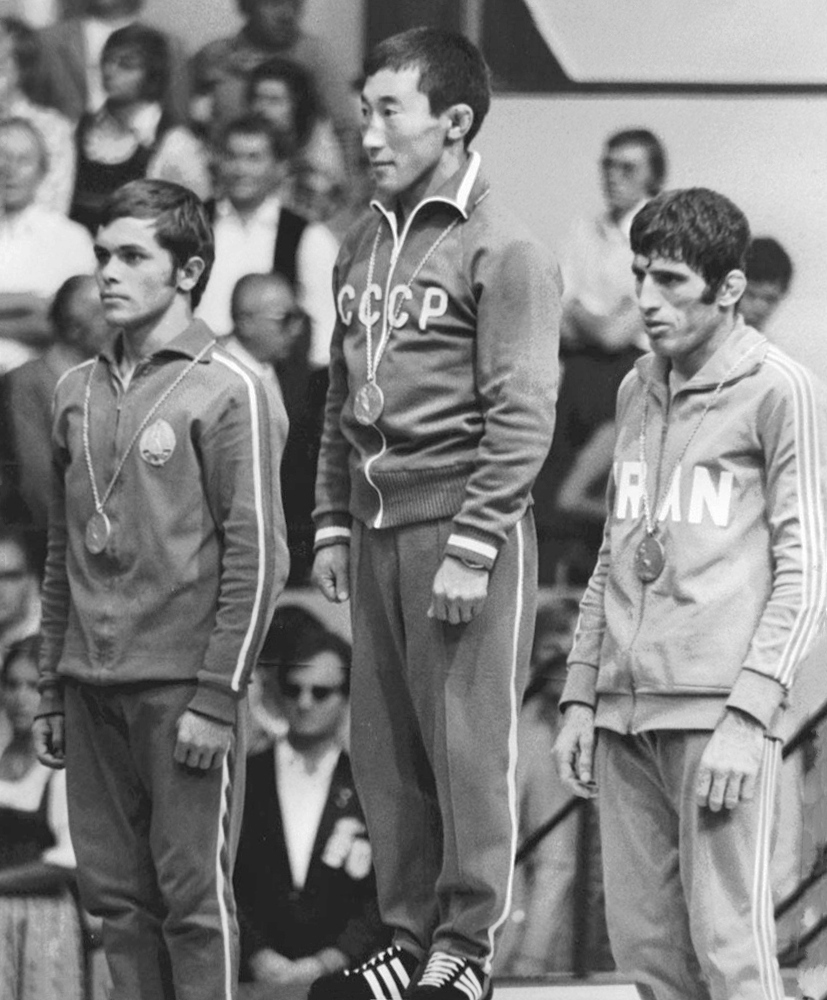

Ogňan Nikolov Velikov (Огнян Николов Великов * 13. června 1949 Sofie, Bulharsko) je bývalý bulharský zápasník, volnostylař. V roce 1972 na olympijských hrách v Mnichově vybojoval v kategorii do 48 kg stříbrnou medaili.